# Wörth (Schwindegg)
Wörth ist ein Gemeindeteil der Gemeinde Schwindegg im oberbayerischen Landkreis Mühldorf am Inn. 

## Geographie
Das Kirchdorf liegt ca. 1,5 km nordöstlich von Schwindegg an der Isen.

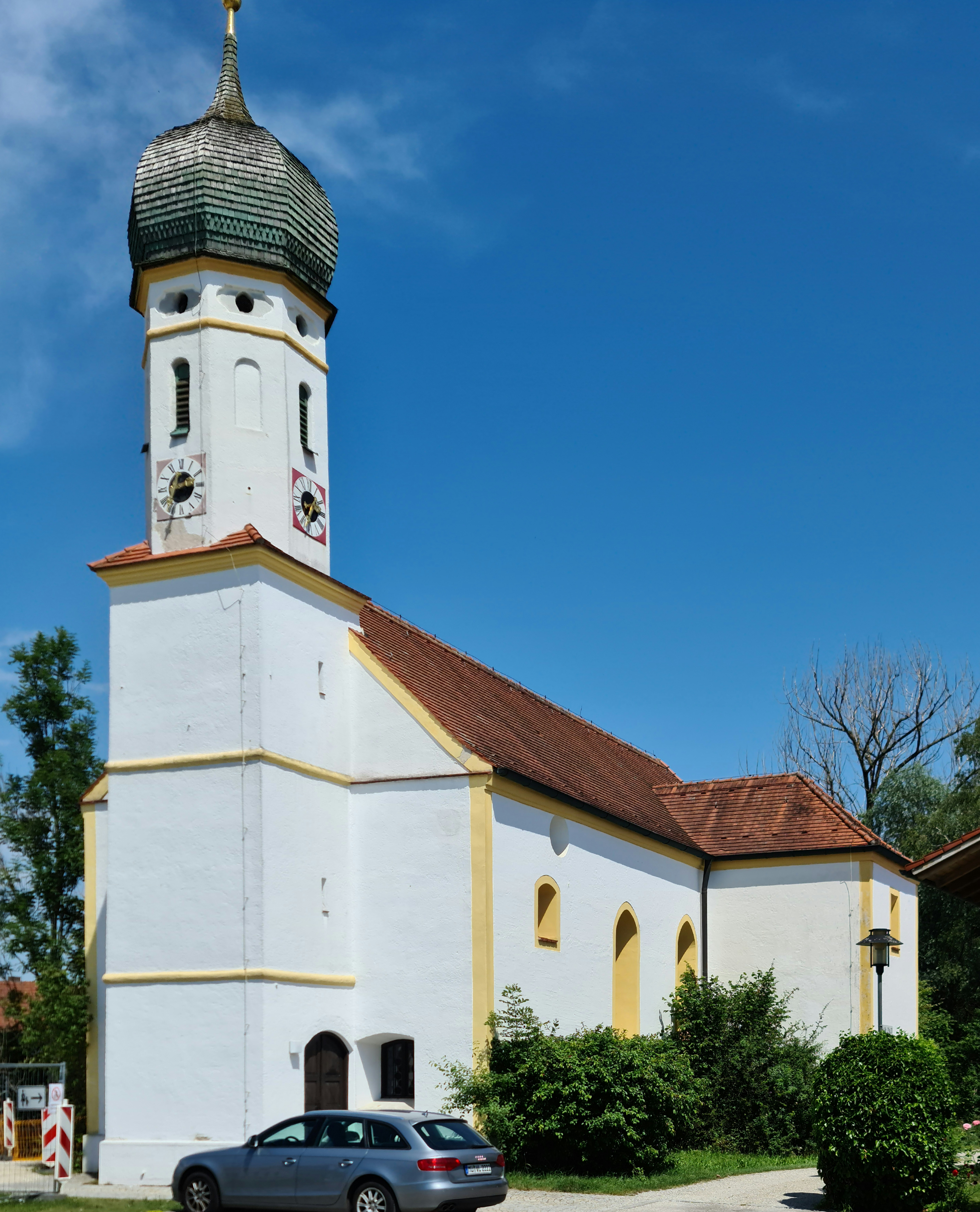
St. Georg in Wörth

Wörth: Chor von St. Georg

## Geschichte
Der Ort Wörth dürfte bereits vor der Jahrtausendwende besiedelt gewesen sein. Die katholische Filialkirche St. Georg ist ein barockisierter Saalbau mit Polygonalchor und Westturm. Der spätgotische Umbau des romanischen Vorgängers im frühen 16. Jahrhundert wurde 1768 barockisiert. Die Regotisierung erfolgte 1878, die Neubarockisierung 1912. Wörth kam mit dem bayerischen Gemeindeedikt von 1818 zur Gemeinde Walkersaich und mit dieser am 1. Januar 1973 im Zuge der Gebietsreform in Bayern zur Gemeinde Schwindegg.